# Lista planetelor minore: 293001–294000
Aceasta este lista planetelor minore cu numerele 293001–294000.

## 293001–293100
| Denumire | Denumire provizorie | Data descoperirii | Locul descoperirii | Descoperitor(i)     |
| -------- | ------------------- | ----------------- | ------------------ | ------------------- |
| 293001 – | 2006 WF20           | 17 noiembrie 2006 | Mount Lemmon       | Mount Lemmon Survey |
| 293005 – | 2006 WT26           | 18 noiembrie 2006 | Catalina           | CSS                 |
| 293006 – | 2006 WU27           | 22 noiembrie 2006 | 7300 Observatory   | W. K. Y. Yeung      |
| 293007 – | 2006 WD35           | 16 noiembrie 2006 | Kitt Peak          | Spacewatch          |
| 293035 – | 2006 WC87           | 18 noiembrie 2006 | Socorro            | LINEAR              |
| 293055 – | 2006 WG128          | 24 noiembrie 2006 | Nyukasa            | Nyukasa             |

## 293101–293200
| Denumire | Denumire provizorie | Data descoperirii | Locul descoperirii   | Descoperitor(i) |
| -------- | ------------------- | ----------------- | -------------------- | --------------- |
| 293131 – | 2006 XV56           | 15 decembrie 2006 | Vallemare di Borbona | V. S. Casulli   |
| 293138 – | 2006 XG65           | 12 decembrie 2006 | Palomar              | NEAT            |
| 293152 – | 2006 YM10           | 21 decembrie 2006 | Anderson Mesa        | LONEOS          |
| 293153 – | 2006 YB12           | 22 decembrie 2006 | Črni Vrh             | Črni Vrh        |
| 293155 – | 2006 YX12           | 24 decembrie 2006 | Gnosca               | S. Sposetti     |

## 293201–293300
| Denumire | Denumire provizorie | Data descoperirii | Locul descoperirii | Descoperitor(i)     |
| -------- | ------------------- | ----------------- | ------------------ | ------------------- |
| 293279 – | 2007 CN54           | 14 februarie 2007 | Lulin Observatory  | C.-S. Lin, Q.-z. Ye |
| 293286 – | 2007 DM             | 16 februarie 2007 | Wildberg           | R. Apitzsch         |

## 293301–293400
| Denumire | Denumire provizorie | Data descoperirii | Locul descoperirii | Descoperitor(i) |
| -------- | ------------------- | ----------------- | ------------------ | --------------- |
| 293310 – | 2007 DW40           | 21 februarie 2007 | Calvin-Rehoboth    | Calvin College  |
| 293366 – | 2007 EQ9            | 9 martie 2007     | Saint-Sulpice      | B. Christophe   |

## 293401–293500
| Denumire | Denumire provizorie | Data descoperirii | Locul descoperirii | Descoperitor(i) |
| -------- | ------------------- | ----------------- | ------------------ | --------------- |
| 293468 – | 2007 EE213          | 14 martie 2007    | Siding Spring      | SSS             |
| 293499 – | 2007 GP5            | 14 aprilie 2007   | Nogales            | J.-C. Merlin    |

## 293501–293600
| Denumire | Denumire provizorie | Data descoperirii | Locul descoperirii | Descoperitor(i)        |
| -------- | ------------------- | ----------------- | ------------------ | ---------------------- |
| 293536 – | 2007 HL             | 16 aprilie 2007   | Altschwendt        | W. Ries                |
| 293541 – | 2007 HS7            | 16 aprilie 2007   | Purple Mountain    | PMO NEO Survey Program |
| 293559 – | 2007 HE46           | 19 aprilie 2007   | Lulin Observatory  | LUSS                   |
| 293584 – | 2007 JV2            | 9 mai 2007        | Eskridge           | G. Hug                 |
| 293587 – | 2007 JR9            | 10 mai 2007       | Mayhill            | A. Lowe                |
| 293589 – | 2007 JM16           | 11 mai 2007       | Tiki               | S. F. Hönig, N. Teamo  |

## 293601–293700
| Denumire | Denumire provizorie | Data descoperirii | Locul descoperirii | Descoperitor(i) |
| -------- | ------------------- | ----------------- | ------------------ | --------------- |
| 293605 – | 2007 KB             | 16 mai 2007       | Wrightwood         | J. W. Young     |
| 293608 – | 2007 KZ6            | 23 mai 2007       | Reedy Creek        | J. Broughton    |
| 293629 – | 2007 NW2            | 14 iulie 2007     | Dauban             | Chante-Perdrix  |
| 293633 – | 2007 OT3            | 20 iulie 2007     | La Sagra           | OAM             |
| 293638 – | 2007 OR7            | 26 iulie 2007     | Sandlot            | G. Hug          |
| 293645 – | 2007 PE             | 4 august 2007     | Pla D'Arguines     | R. Ferrando     |
| 293694 – | 2007 PY38           | 12 august 2007    | Bergisch Gladbach  | W. Bickel       |

## 293701–293800
| Denumire                | Denumire provizorie | Data descoperirii  | Locul descoperirii | Descoperitor(i)       |
| ----------------------- | ------------------- | ------------------ | ------------------ | --------------------- |
| 293704 –                | 2007 QG             | 16 august 2007     | Bisei SG Center    | BATTeRS               |
| 293705 –                | 2007 QK             | 16 august 2007     | Great Shefford     | P. Birtwhistle        |
| 293707 Govoradloanatoly | 2007 QT1            | 16 august 2007     | Andrushivka        | Andrushivka           |
| 293718 –                | 2007 RP             | 1 septembrie 2007  | Siding Spring      | K. Sárneczky, L. Kiss |
| 293724 –                | 2007 RJ15           | 12 septembrie 2007 | CBA-NOVAC          | D. R. Skillman        |
| 293725 –                | 2007 RS16           | 12 septembrie 2007 | Goodricke-Pigott   | R. A. Tucker          |

## 293801–293900
| Denumire         | Denumire provizorie | Data descoperirii   | Locul descoperirii | Descoperitor(i)    |
| ---------------- | ------------------- | ------------------- | ------------------ | ------------------ |
| 293809 Zugspitze | 2007 RD162          | 15 septembrie 2007  | Taunus             | S. Karge, R. Kling |
| 293878 Tapping   | 2007 RV274          | 30 septembrie 2003* | Mauna Kea          | D. D. Balam        |

## 293901–294000
| Denumire          | Denumire provizorie | Data descoperirii  | Locul descoperirii | Descoperitor(i)    |
| ----------------- | ------------------- | ------------------ | ------------------ | ------------------ |
| 293909 Matterhorn | 2007 SS2            | 16 septembrie 2007 | Taunus             | S. Karge, R. Kling |
| 293926 Harrystine | 2007 TJ1            | 2 octombrie 2007   | Charleston         | Charleston         |
| 293934 MPIA       | 2007 TM8            | 8 octombrie 2007   | Heidelberg         | F. Hormuth         |